# Баден Пауелл
Баден Пауелл де Акіно, Baden Powell de Aquino (6 серпня 1937 — 26 вересня 2000), зазвичай відомий просто як Баден Пауелл, — один із найвідоміших і знаменитих бразильських гітаристів і гітарних композиторів свого часу.
Баден грав своєрідно, в унікальний спосіб, включаючи віртуозні класичні методи разом з популярними гармонією та свінгом. 
Він виступав у багатьох стилях, в тому числі босанова, самба, бразильський джаз, латинський джаз і популярна бразильська музика. 
Баден виступав на сцені протягом більшої частини свого життя, і записав велику дискографію, що складається з альбомів LP і CD, вироблених в Бразилії і Європі, особливо у Франції та Німеччині.

## Вибрані твори
Окремі найвідоміші твори представлено у боксі з зовнішніми відео, з колекції мережі youtube.
Одним з найвідоміших альбомів є «Os Afro-Sambas», записаний 1966 року разом з Вінісіусом ді Морайсом.